# 199e Infanteriedivisie (Wehrmacht)
De 199e Infanteriedivisie (Duits: 199. Infanterie-Division) was een Duitse infanteriedivisie tijdens de Tweede Wereldoorlog. De divisie werd opgericht in Noorwegen en verbleef daar het grootste deel van de oorlog. In februari 1945 werd de divisie nog snel naar het gebied bij Berlijn overgebracht om daar de ingezet te worden in de eindstrijd rond deze stad. 

## Geschiedenis

### Oprichting en training
De 199e Infanteriedivisie werd opgericht op 1 november 1939 in Kristiansand in Noorwegen uit afgestane onderdelen van andere divisies in dat land. De 199e Infanteriedivisie was een divisie van de 7e Aufstellungswelle. Deze Welle werd samengesteld eind 1939, toen de Wehrmacht zich voorbereidde op de Slag om Frankrijk, maar deze divisie was een “nakomertje”.
- De Staf ontstond uit de Stab des Kommandeur rückwärtiges Armeegebiet Norwegen (Feldkommandantur 673).
- Infanterie-Regiment 345 kwam volledig van de 196e Infanteriedivisie
- Infanterie-Regiment 341 kwam met Staf en de I. en II. Bataljons van de 163e Infanteriedivisie, terwijl het III. Bataljon van de 181e Infanteriedivisie kwam
- Infanterie-Regiment 357 kwam met Staf en III. Bataljon van de 69e Infanteriedivisie en het I. en II. Bataljon van de 214e Infanteriedivisie
- Artillerie-Regiment 199 kreeg de Staf van de 214e Infanteriedivisie en Abteilungen en Batteriien van de 196e,181e en 69e Infanteriedivisies

### Bezettingsmacht Noorwegen
Na de oprichting werd de militaire waarde van de divisie binnen de Wehrmacht laag geschat en werd tot vrijwel het einde van de oorlog buiten de strijd gehouden. Eind 1940 werd de divisie naar Oslo gestuurd. Tussen juni 1941 en februari 1945 was de divisie uitsluitend gestationeerd in het Narvik-gebied.
Op 1 juni 1942 werden het Infanterie-Regiment 341 en het III./Artillerie-Regiment 199 overgeplaatst naar de 270e Infanteriedivisie. Deze werden niet vervangen.

### Naar Berlijn
Begin 1945 verkreeg de divisie de Stab/Fest.Inf.Rgt. 856 met de Fest.Btlen. 649,651,652,1014 van de 270e Infanteriedivisie. In 1945 werd de divisie met spoed naar Duitsland (via Denemarken) gestuurd om te helpen bij de wanhopige verdedigingsmaatregelen van de Wehrmacht. Voor de inzet in de omgeving van Berlijn werden de derde bataljons van de Grenadier-Regimenten 345 en 357 gebruikt om op 27 januari 1945 een derde Grenadier-Regiment te vormen, genummerd 373. Hiermee keerde technisch gezien de divisie terug van een binair naar een ternair model, maar de werkelijke gevechtskracht van de divisie bleef op zes infanteriebataljons.
De divisie werd per schip van Oslo naar Denemarken gebracht, waar bij de eerste delen op 3 april en de laatste delen op 25 april 1945 aankwamen. In het gebied Aarhus-Kolding. Vanuit hier vertrokken vanaf 19 april de eerste treinen richting Berlijn, met Grenadier-Regiment 357 en vanaf 22 april ook Grenadier-Regiment 345 plus delen van het Artillerie-Regiment. Tegen 25 april waren dus twee Kampfgruppen op weg. De laatste treinen vertrokken op 4 mei, maar significante delen van de divisie bleven dus in Denemarken. Temeer daar Britse troepen al op 2 mei de Oostzee bereikten en daarmee de aanvoerweg afsneden.
De divisie zou ingezet worden voor een ontzettingspoging van Berlijn, door Armee-Abteilung Steiner en het 41e Pantserkorps (ook bekend als Korps Holste). De divisie zou onder dat laatste korps ressorteren en aanvallen vanuit het gebied Friesack- Rathenow. Echter, op het moment dat de bevelen voor het 12e Leger op 23 april binnenkwamen, waren net de eerste delen van de divisie uit Denemarken vertrokken. Totaal slaagde er slechts een regiment in (waarschijnlijk dus GR 357) om het gebied op tijd te bereiken. Een aanval was op dat punt van de oorlog echter totaal onmogelijk, daarom volgde alleen nog een verbeten verdediging, o.a. om Rathenow. In de eerste dagen van mei 1945 volgde dan de terugtocht naar de Elbe.

### Einde
De 199e Infanteriedivisie werd grotendeels gevangengenomen door troepen van het Rode Leger in Mark Brandenburg. Kleinere elementen ontsnapten begin mei 1945 via Havelberg over de Elbe om in Amerikaanse gevangenschap te gaan (84e US Infanteriedivisie). En natuurlijk de delen die in Denemarken achtergebleven waren, sloten zich aan bij de algehele Capitulatie van Duitse troepen in Noordwest-Europa op 4 mei 1945.

## Commandanten

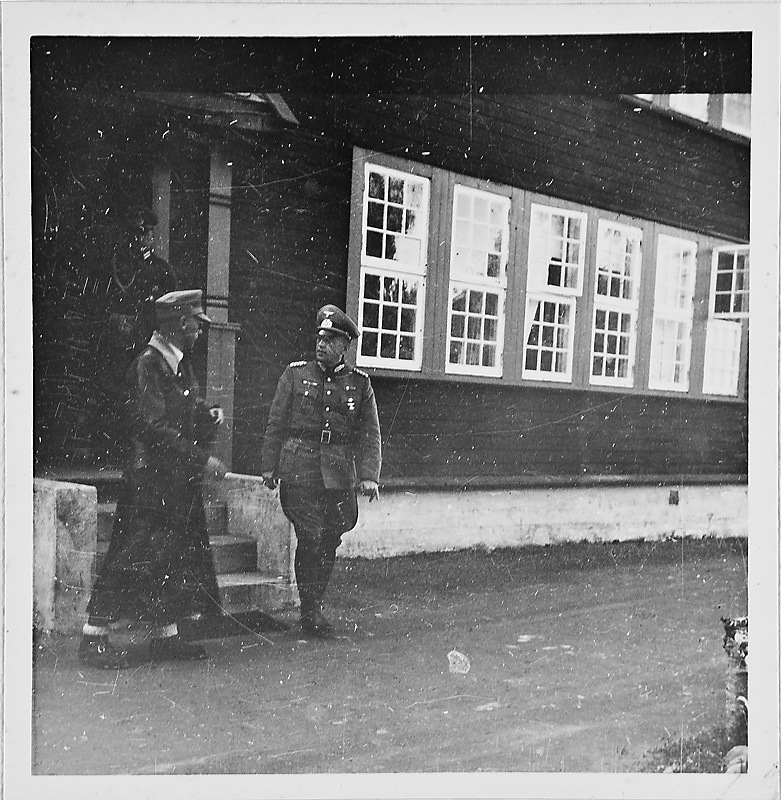
Generalmajor Raithel (rechts) met Reichskommissar Josef Terboven, 1942

| Rang                                            | Naam             | Begin           | Eind            |
| ----------------------------------------------- | ---------------- | --------------- | --------------- |
| Generalleutnant                                 | Hans von Kempski | 1 november 1940 | 31 maart 1942   |
| Generalmajor vanaf 1 april 1943 Generalleutnant | Wilhelm Raithel  | 1 april 1942    | 1 augustus 1943 |
| Generalmajor                                    | Walter Wißmath   | 1 augustus 1943 | 20 juni 1944    |
| Generalleutnant                                 | Helwig Luz       | 20 juni 1944    | mei 1945        |

## Bovenliggende bevelslagen
| Legerkorps                   | Leger          | Legergroep            | Plaats/regio          | Begin            | Eind             |
| ---------------------------- | -------------- | --------------------- | --------------------- | ---------------- | ---------------- |
| direct onder bevel           | Gruppe XXI     | OKW                   | Kristiansand, Oslo    | 1 november 1940  | 15 december 1940 |
| H.Kdo. z.b.V. XXXVI          | Gruppe XXI     | OKW                   | Oslo                  | 15 december 1940 | 19 december 1940 |
| H.Kdo. z.b.V. XXXVI          | Armee Norwegen | OKW                   | Oslo                  | 19 december 1940 | 15 april 1941    |
| Gebirgskorps Norwegen        | Armee Norwegen | OKW                   | Oslo, Narvik          | 15 april 1941    | 1 juli 1941      |
| Abschnittstab Nord-Norwegen  | Armee Norwegen | OKW                   | Narvik                | 1 juli 1941      | 28 februari 1942 |
| Höheres Kommando z.b.V. LXXI | Armee Norwegen | OKW                   | Narvik                | 1 maart 1942     | 26 januari 1943  |
| 71e Legerkorps               | Armee Norwegen | OKW                   | Narvik                | 26 januari 1943  | 18 december 1944 |
| 71e Legerkorps               | 20. Geb. Armee | OKW                   | Narvik                | 18 december 1944 | februari 1945    |
| 33e Legerkorps               | 20. Geb. Armee | OKW                   | Oslo                  | februari 1945    | april 1945       |
| WBefh. Dänemark              |                | OKW                   | Aarhus, Kolding       | april 1945       | april 1945       |
| 41e Pantserkorps             | 12. Armee      | Heeresgruppe Weichsel | Rathenow, Havel, Elbe | april 1945       | begin mei 1945   |

## Samenstelling
1940
- Infanterie-Regiment 345
- Infanterie-Regiment 341
- Infanterie-Regiment 357
- Artillerie-Regiment 199 (vier Abteilungen)
- Panzerjäger-Abteilung 199 (antitankbataljon)
- Fahrrad-Schwadron 199 (fietscompagnie)
- Pionier-Bataillon 199 (geniebataljon)
- Feldersatz-Bataillon 199 (vervangingsbataljon)
- Nachrichtenabteilung 199 (verbindingsbataljon)
- Nachschubstruppen (bevoorradingstroepen)

1945
- Grenadier-Regiment 345
- Grenadier -Regiment 357
- Grenadier -Regiment 373
- Artillerie-Regiment 199 (vier Abteilungen)
- Panzerjäger-Abteilung 199 (antitankbataljon)
- Pionier-Bataillon 199 (geniebataljon)
- Feldersatz-Bataillon 199 (vervangingsbataljon)
- Nachrichtenabteilung 199 (verbindingsbataljon)
- Nachschubstruppen (bevoorradingstroepen)